# Guillermo Riveros
Guillermo Arturo Riveros Conejeros (Talcahuano, 10 de febrero de 1902 - 8 de octubre de 1959) fue un futbolista internacional chileno que se desempeñaba como defensa.
Es reconocido hoy en día por haber representado a la Selección de fútbol de Chile en la Copa Mundial de Fútbol de 1930, junto a otros diecisiete jugadores seleccionados por el entrenador Jorge Orth.                                                                                                                                             

## Biografía
Guillermo Riveros empezó a jugar en el Bellavista en su natal Talcahuano, luego de jugar un partido ante La Cruz le ofrecieron jugar en otro club, pero el rechazo la oferta ya que no deseaba moverse de su ciudad natal. Fue preseleccionado para el Campeonato Sudamericano 1926, finamente no fue convocado para la cita continental.
Después de perder a su padre y madre se refugió en el fútbol, aceptando la oferta de La Cruz club donde formó una recordada dupla con "el gringo" Poirier, el que le traspaso su experiencia, enseñándole a rechazar las pelotas altas y a ubicarse en la cancha. Luego se lo quisieron llevar a la capital y termina uniéndose al Audax Italiano. 
Con el Audax Italiano realiza la recordada "gira larga" que duró 10 meses, estuvieron disputando encuentros por toda América, Luego se corona campeón de la Primera División de Chile 1936, bajo la conducción técnica del delantero Carlos Giudice, consiguiendo el primer título para el equipo de colonia. Esa temporada finalizó con siete encuentros ganados, dos empatados y uno perdido. Asimismo Riveros compartió ese año en el plantel con grandes jugadores como Hernán Bolaños, goleador del campeonato con 14 goles. Además con los zagueros Ascanio Cortés y Humberto Roa. También formó una línea media conocida como la Línea de Acero, conformada por Enrique Araneda, Guillermo Gornall y el propio Riveros.
Luego de dejar el conjunto itálico Riveros volvió a Talcahuano en donde siguió jugando como aficionado, fue trabajador en los transportes marítimos y portuarios en paralelo también era entrenador del Deportivo de la Gente del Mar.

## Selección nacional
Fue internacional con la Selección de fútbol de Chile entre los años 1928 y 1939, participando con la selección en los Juegos Olímpicos de Ámsterdam 1928 siendo titular ante México y Países Bajos. Fue convocado para el Mundial de 1930, en aquel torneo jugó frente a Francia constituyendo la dupla defensiva junto a Ernesto Chaparro, al siguiente cotejo no jugó debido a que Víctor Morales se había recuperado de su lesión. Fue convocado para el Sudamericano en Lima donde disputó los primeros dos encuentros, en los Sudamericanos en Argentina y en Perú fue designado Capitán de Chile teniendo participación en ambos torneos.                                                        Fue seleccionado en  21 encuentros no obstante solo 14 son considerados partidos clase “A” en los que convirtió 1 gol.

### Participaciones en Copas del Mundo
| Torneo               | Sede    | Resultado    | Partidos |
| -------------------- | ------- | ------------ | -------- |
| Copa Mundial de 1930 | Uruguay | Primera fase | 1        |

### Participaciones en Juegos Olímpicos
| Torneo                | Sede         | Resultado        | Partidos |
| --------------------- | ------------ | ---------------- | -------- |
| Juegos Olímpicos 1928 | Países Bajos | Ronda Preliminar | 2        |

### Participaciones en el Campeonato Sudamericano
| Torneo                       | Sede      | Resultado    | Partidos | Goles |
| ---------------------------- | --------- | ------------ | -------- | ----- |
| Campeonato Sudamericano 1935 | Perú      | Cuarto lugar | 2        | 0     |
| Campeonato Sudamericano 1937 | Argentina | Quinto lugar | 5        | 1     |
| Campeonato Sudamericano 1939 | Perú      | Cuarto lugar | 3        | 0     |

## Clubes
| Club                  | País  | Año         |
| --------------------- | ----- | ----------- |
| La Cruz Football Club | Chile | 1928 - 1930 |
| Audax Italiano        | Chile | 1931 - 1939 |

## Palmarés

### Campeonatos nacionales
| Título                        | Club                  | País  | Año  |
| ----------------------------- | --------------------- | ----- | ---- |
| Liga de Valparaíso            | La Cruz Football Club | Chile | 1929 |
| Liga de Valparaíso            | La Cruz Football Club | Chile | 1930 |
| Primera División              | Audax Italiano        | Chile | 1936 |
| Campeonato Especial de Receso | Audax Italiano        | Chile | 1937 |